# TPSG Frisch Auf Göppingen
O TPSG Frisch Auf Göppingen fundada em 1896 é um clube esportivo de Göppingen em Baden-Wuerttemberg, Alemanha. Seu principal destaque é a equipe handebol masculina uma das mais vitoriosas da Alemanha.

## Titulos
Lista atualizada em 2013.
- Campeonato Alemão de Handebol: 8

1954, 1955, 1958, 1959, 1960, 1961, 1970, 1972
- EHF Champions League: 2
  - 1960, 1962
- EHF Champions League Vice-campeão: 1
  - 1959
- Copa da EHF: 1
  - 2011
- Copa da EHF Vice-campeão: 1
  - 2006

## Time 2013/2014
Lista atualizada em 2013.
| Nr. | Nacionalidade | Nome               |
| --- | ------------- | ------------------ |
| 16  | Eslovênia     | Primož Prošt       |
| 21  | Áustria       | Nikola Marinovic   |
| 23  | Alemanha      | Bastian Rutschmann |
| 26  | Alemanha      | Daniel Rebmann     |
| 2   | Alemanha      | Michael Kraus      |
| 4   | Alemanha      | Tim Kneule         |
| 5   | Alemanha      | Dragoș Oprea       |
| 6   | Alemanha      | Jona Schoch        |
| 7   | Alemanha      | Christian Schöne   |
| 9   | Alemanha      | Manuel Späth       |
| 11  | Sérvia        | Bojan Beljanski    |
| 12  | Alemanha      | Felix Lobedank     |
| 13  | Sérvia        | Mitar Markez       |
| 14  | Alemanha      | Evgeni Pevnov      |
| 17  | Alemanha      | Daniel Fontaine    |
| 22  | Sérvia        | Momir Rnić         |
| 24  | Alemanha      | Marcel Schiller    |
| 77  | Montenegro    | Žarko Marković     |